# العلاقات السلوفاكية الكولومبية
العلاقات السلوفاكية الكولومبية هي العلاقات الثنائية التي تجمع بين سلوفاكيا وكولومبيا.

## مقارنة بين البلدين
هذه مقارنة عامة ومرجعية للدولتين:
| وجه المقارنة                                              | سلوفاكيا                                                       | كولومبيا        |
| --------------------------------------------------------- | -------------------------------------------------------------- | --------------- |
| المساحة (كم2)                                             | 49.03 ألف                                                      | 1.14 مليون      |
| عدد السكان (نسمة)                                         | 5.44 مليون                                                     | 49.07 مليون     |
| الكثافة السكانية (ن./كم²)                                 | 110.95                                                         | 43.04           |
| العاصمة                                                   | براتيسلافا                                                     | بوغوتا          |
| اللغة الرسمية                                             | اللغة السلوفاكية                                               | اللغة الإسبانية |
| العملة                                                    | كرونة سلوفاكية، يورو                                           | بيزو كولومبي    |
| الناتج المحلي الإجمالي (بليون دولار)                      | 95.77 مليار                                                    | 309.19 مليار    |
| الناتج المحلي الإجمالي (تعادل القوة الشرائية) بليون دولار | 162.34 مليار                                                   | 724.96 مليار    |
| الناتج المحلي الإجمالي الاسمي للفرد دولار أمريكي          | 16.09 ألف                                                      | 7.60 ألف        |
| الناتج المحلي الإجمالي للفرد دولار أمريكي                 | 30.46 ألف                                                      | 13.36 ألف       |
| مؤشر التنمية البشرية                                      | 0.844                                                          | 0.720           |
| رمز المكالمات الدولي                                      | +421                                                           | +57             |
| رمز الإنترنت                                              | .sk                                                            | .co             |
| المنطقة الزمنية                                           | توقيت وسط أوروبا، ت ع م+01:00، ت ع م+02:00، أوروبا/براتيسلافا ‏ | 00              |

## منظمات دولية مشتركة
يشترك البلدان في عضوية مجموعة من المنظمات الدولية، منها:
| علم المنظمة | اسم المنظمة                               | تاريخ انضمام سلوفاكيا | تاريخ انضمام كولومبيا |
| ----------- | ----------------------------------------- | --------------------- | --------------------- |
|             | مؤسسة التنمية الدولية                     | 1993                  | 16 يونيو 1961         |
|             | يونسكو                                    | 9 فبراير 1993         | 31 أكتوبر 1947        |
|             | وكالة ضمان الاستثمار متعدد الأطراف        | 1993                  | 30 نوفمبر 1995        |
|             | حلف شمال الأطلسي                          | 29 مارس 2004          | ?                     |
|             | الأمم المتحدة                             | 19 يناير 1993         | 5 نوفمبر 1945         |
|             | الفريق المعني برصد الأرض                  | ?                     | ?                     |
|             | الاتحاد البريدي العالمي                   | ?                     | ?                     |
|             | البنك الدولي للإنشاء والتعمير             | 1993                  | 24 ديسمبر 1946        |
|             | الاتحاد الدولي للاتصالات                  | 23 فبراير 1993        | 25 أغسطس 1914         |
|             | منظمة حظر الأسلحة الكيميائية              | ?                     | ?                     |
|             | مؤسسة التمويل الدولية                     | 1993                  | 20 يوليو 1956         |
|             | المركز الدولي لتسوية المنازعات الاستشارية | 26 يونيو 1994         | 14 أغسطس 1997         |
|             | منظمة التجارة العالمية                    | ?                     | ?                     |
|             | منظمة الشرطة الجنائية الدولية             | ?                     | ?                     |

## وصلات خارجية
- موقع وزارة الخارجية السلوفاكية